# George Clément Bertram
Pour les articles homonymes, voir Bertram.
George Clément Bertram, né en 1841 à Saint-Hélier et mort en 1915 à Londres, est un bailli de Jersey.

## Biographie
Après des études secondaires à Jersey, George Clément Bertram fit des études de droit à l'université de Cambridge. Il devint avocat au barreau de Jersey en 1863 jusqu'en 1877. Il est nommé ensuite solliciteur général avant d'être nommé procureur général en 1880.
En 1884, il est choisi comme bailli de l'île de Jersey. Il succède à Robert Pipon Marett. Il assumera cette fonction jusqu'en 1898, année au cours de laquelle il démissionna pour des raisons de santé. C'est Charles Malet de Carteret, un descendant de la famille Carteret, qui lui succédera.